# Ingrid Helene Håvik

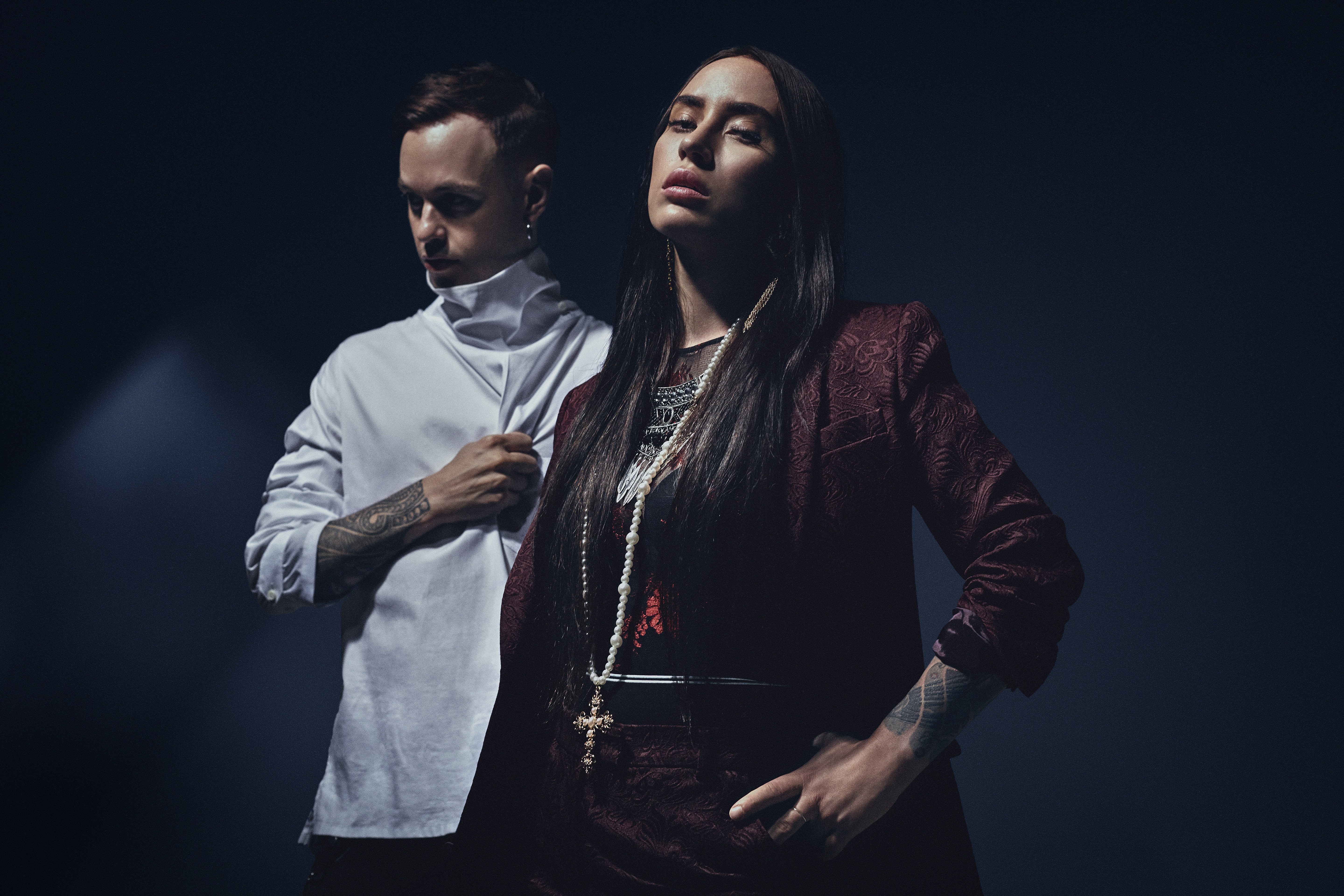
Ingrid Helene Håvik bei einem Auftritt mit der Band Highasakite im Jahr 2018

Ingrid Helene Håvik (* 20. Mai 1987 in Ålesund) ist eine norwegische Sängerin.

## Werdegang
Ingrid Helene Håvik hat am Musikkonservatorium (Institutt for musikk, NTNU) in Trondheim im Fachbereich Jazz (Jazzlinja) Musik studiert und 2010 ihren Abschluss gemacht. An ihrer Ausbildungsstätte traf sie den Schlagzeuger Trond Bersu und die beiden begannen gemeinsam Musik zu machen, sie formten mit später dazustoßenden Musikern im Jahr 2011 die Band Highasakite, in der sie seit Beginn Leadsängerin ist. Die Band veröffentlichte 2012 ihr Debütalbum, die beiden Nachfolgealben erlangten jeweils Platinstatus. 2013 veröffentlichte sie ihr Solodebütalbum Babylove, welches sie unter ihrem Künstlernamen Ingrid herausgab. 2014 erhielt sie den Spellemann-Preis als Komponistin des Jahres. Für ihre musikalischen Verdienste für die NTNU und die Jazzgemeinde in Trondheim wurde sie 2017 von der NTNU als Botschafterin 2017/2018 ausgezeichnet.
Internationale Bekanntheit erlangte die Sängerin insbesondere durch ihre Mitwirkung am 2017 veröffentlichten a-ha-Album MTV Unplugged – Summer Solstice, bei dem sie das Lied The Sun Always Shines on T.V. im Duett mit Morten Harket sang.
Im Mai 2018 wurde bekannt, dass sie Mutter eines Sohnes geworden ist.

## Diskografie
- 2013: Babylove